# وشتربورشتل
وشتربورشتل (به آلمانی: Westerborstel) یک شهر در آلمان است که در دیمارشن واقع شده‌است. وشتربورشتل ۱۰۶ نفر جمعیت دارد.